# Rudna Wielka (gmina)
Rudna Wielka – dawna gmina wiejska istniejąca w latach 1945–1954 w woj. wrocławskim (dzisiejsze woj. dolnośląskie). Siedzibą władz gminy były Rudna Wielka.
Gmina Rudna Wielka powstała po II wojnie światowej na terenie tzw. Ziem Odzyskanych (tzw. II okręg administracyjny – Dolny Śląsk). 28 czerwca 1946 gmina – jako jednostka administracyjna powiatu górowskiego – weszła w skład nowo utworzonego woj. wrocławskiego.
Według stanu z 1 lipca 1952 gmina składała się z 19 gromad: Bełcz Górny, Bronów, Cieszkowice, Czarnoborsko, Czechnów, Dochowa, Gola Wąsoska, Lechitów, Rudna Mała, Rudna Wielka, Sułów Mały, Sułów Wielki, Szedziec, Ślubów, Wierzowice Wielkie, Wiewierz, Wiklina, Zbaków Dolny i Zbaków Górny. Gmina została zniesiona 29 września 1954 wraz z reformą wprowadzającą gromady w miejsce gmin. Jednostki nie przywrócono 1 stycznia 1973 wraz z kolejną reformą reaktywującą gminy.
Zobacz też: gmina Rudna.